# 黑海菱鮃
黑海菱鮃為輻鰭魚綱鰈形目鰈亞目菱鮃科的其中一種，為溫帶海水魚，分布於歐洲黑海海域，體長可達45公分，棲息在底層水域，生活習性不明。

## 扩展阅读
維基物種上的相關：黑海菱鮃